# Machaerium leiophyllum
Machaerium leiophyllum är en ärtväxtart som först beskrevs av Dc., och fick sitt nu gällande namn av George Bentham. Machaerium leiophyllum ingår i släktet Machaerium och familjen ärtväxter.

## Underarter
Arten delas in i följande underarter:
- M. l. colombiense
- M. l. crista-castrense
- M. l. latifolium
- M. l. leiophyllum